# Ebony Flowers
Ebony Flowers, all'anagrafe Ebony Victoria Flowers Kalir (Maryland, ...), è una fumettista statunitense.

## Biografia
Ebony Flowers è nata nello Stato del Maryland dove è cresciuta e ha frequentato le scuole. Quando Ebony frequentava la scuola elementare, la sua famiglia si è spostata a Baltimora; l'Artista si è laureata all'Università del Maryland, College Park in "Antropologia biologica". Successivamente ha conseguito il dottorato di ricerca (PhD) all'Università del Wisconsin-Madison in "Curriculum e istruzione", presentando come tesi una delle sue opere a fumetti. Vive a Denver con il marito e il figlio.
La sua opera d'esordio, Hot Comb, pubblicata nel 2019, ha ricevuto svariati premi.

## Opere
In Hot Comb (letteralmente, "pettine bollente"), un romanzo grafico disegnato in bianco e nero, i capelli, le varie acconciature e le pettinature, sono per l'Autrice il pretesto narrativo per toccare argomenti politici, sociali, storici ed economici degli afroamericani, attingendo alle sue esperienze autobiografiche.

## Riconoscimenti
Nel 2017 Ebony Flowers vince il Rona Jaffe Award, nel 2019 il Premio Ignatz come "Miglior talento emergente" e il "Believer Book Award for Fiction" per la serie Hot Comb. Nel 2020 le viene assegnato il Premio Eisner per Hot Comb come 
"Migliore storia breve" e vince nuovamente il Premio Ignatz, sempre con Hot Comb, come "Eccezionale romanzo grafico".